# NHK Trophy de 1998
NHK Trophy de 1998 foi a décima nona edição do NHK Trophy, um evento anual de patinação artística no gelo organizado pela Federação Japonesa de Patinação (em japonês:  日本スケート連盟), e que fez parte do Grand Prix de 1998–99. A competição foi disputada entre os dias 2 de dezembro e 6 de dezembro, na cidade de Saporo, Japão.

## Eventos
- Individual masculino
- Individual feminino
- Duplas
- Dança no gelo

## Medalhistas
| Evento                        | Ouro                                           | Prata                                    | Bronze                                           |
| Individual masculino detalhes | Evgeny Plushenko · Rússia                      | Takeshi Honda · Japão                    | Li Chengjiang · China                            |
| Individual feminino detalhes  | Tatiana Malinina · Uzbequistão                 | Irina Slutskaya · Rússia                 | Fumie Suguri · Japão                             |
| Duplas detalhes               | Elena Berezhnaya · Anton Sikharulidze · Rússia | Shen Xue · Zhao Hongbo · China           | Jamie Salé · David Pelletier · Canadá            |
| Dança no gelo detalhes        | Marina Anissina · Gwendal Peizerat · França    | Irina Lobacheva · Ilia Averbukh · Rússia | Margarita Drobiazko · Povilas Vanagas · Lituânia |

## Resultados

### Individual masculino
| Pos.              | Nome              | Nacionalidade  | Pontos | PC | PL |
| ----------------- | ----------------- | -------------- | ------ | -- | -- |
| Medalha de ouro   | Evgeny Plushenko  | Rússia         | 1.5    | 1  | 1  |
| Medalha de prata  | Takeshi Honda     | Japão          | 3.5    | 3  | 2  |
| Medalha de bronze | Li Chengjiang     | China          | 4.0    | 2  | 3  |
| 4                 | Andrejs Vlascenko | Alemanha       | 7.5    | 5  | 5  |
| 5                 | Evgeny Pliuta     | Ucrânia        | 8.0    | 4  | 6  |
| 6                 | Emanuel Sandhu    | Canadá         | 10.0   | 12 | 4  |
| 7                 | Stanick Jeannette | França         | 11.5   | 9  | 7  |
| 8                 | Roman Skorniakov  | Uzbequistão    | 11.5   | 7  | 8  |
| 9                 | Yamato Tamura     | Japão          | 12.0   | 6  | 9  |
| 10                | Derrick Delmore   | Estados Unidos | 15.0   | 10 | 10 |
| 11                | Yuri Litvinov     | Cazaquistão    | 15.0   | 8  | 11 |
| 12                | Naoki Shigematsu  | Japão          | 17.5   | 11 | 12 |

### Individual feminino
| Pos.              | Nome              | Nacionalidade  | Pontos | PC | PL |
| ----------------- | ----------------- | -------------- | ------ | -- | -- |
| Medalha de ouro   | Tatiana Malinina  | Uzbequistão    | 2.5    | 3  | 1  |
| Medalha de prata  | Irina Slutskaya   | Rússia         | 3.0    | 2  | 2  |
| Medalha de bronze | Fumie Suguri      | Japão          | 5.5    | 5  | 3  |
| 4                 | Elena Liashenko   | Ucrânia        | 5.5    | 1  | 5  |
| 5                 | Vanessa Gusmeroli | França         | 6.0    | 4  | 4  |
| 6                 | Yulia Vorobieva   | Azerbaijão     | 9.5    | 7  | 6  |
| 7                 | Eva-Maria Fitze   | Alemanha       | 10.0   | 6  | 7  |
| 8                 | Shizuka Arakawa   | Japão          | 12.0   | 8  | 8  |
| 9                 | Hanae Yokoya      | Japão          | 15.5   | 9  | 9  |
| 10                | Keyla Ohs         | Canadá         | 15.5   | 11 | 10 |
| 11                | Elena Ivanova     | Rússia         | 16.0   | 10 | 11 |
| 13                | Angela Nikodinov  | Estados Unidos | —      | 12 | WD |

### Duplas
| Pos.              | Nome                                  | Nacionalidade  | Pontos | PC | PL |
| ----------------- | ------------------------------------- | -------------- | ------ | -- | -- |
| Medalha de ouro   | Elena Berezhnaya / Anton Sikharulidze | Rússia         | 1.5    | 1  | 1  |
| Medalha de prata  | Shen Xue / Zhao Hongbo                | China          | 3.5    | 3  | 2  |
| Medalha de bronze | Jamie Salé / David Pelletier          | Canadá         | 5.0    | 4  | 3  |
| 4                 | Danielle Hartsell / Steve Hartsell    | Estados Unidos | 5.0    | 2  | 4  |
| 5                 | Maria Petrova / Alexei Tikhonov       | Rússia         | 8.0    | 6  | 5  |
| 6                 | Marina Khalturina / Andrei Kroukov    | Cazaquistão    | 8.5    | 5  | 6  |
| WD                | Nadia Micalleff / Bruno Marcotte      | Canadá         | —      | 7  | WD |

### Dança no gelo
| Pos.              | Nome                                  | Nacionalidade  | Pontos | DC | DO | DL |
| ----------------- | ------------------------------------- | -------------- | ------ | -- | -- | -- |
| Medalha de ouro   | Marina Anissina / Gwendal Peizerat    | França         | 2.0    | 1  | 1  | 1  |
| Medalha de prata  | Irina Lobacheva / Ilia Averbukh       | Rússia         | 4.0    | 2  | 2  | 2  |
| Medalha de bronze | Margarita Drobiazko / Povilas Vanagas | Lituânia       | 6.0    | 3  | 3  | 3  |
| 4                 | Kati Winkler / René Lohse             | Alemanha       | 8.0    | 4  | 4  | 4  |
| 5                 | Tatiana Navka / Roman Kostomarov      | Rússia         | 10.0   | 5  | 5  | 5  |
| 6                 | Megan Wing / Aaron Lowe               | Canadá         | 12.0   | 6  | 6  | 6  |
| 7                 | Eve Chalom / Mathew Gates             | Estados Unidos | 14.0   | 7  | 7  | 7  |
| 8                 | Charlotte Clements / Gary Shortland   | Reino Unido    | 16.0   | 8  | 8  | 8  |
| 9                 | Rie Arikawa / Kenji Miyamoto          | Japão          | 18.4   | 10 | 9  | 9  |
| 10                | Nozomi Watanabe / Akiyuki Kido        | Japão          | 19.8   | 9  | 10 | 10 |

## Quadro de medalhas
| Ordem | País        | Medalha de ouro | Medalha de prata | Medalha de bronze |    | Ordem por total |
| ----- | ----------- | --------------- | ---------------- | ----------------- | -- | --------------- |
| 1     | Rússia      | 2               | 2                |                   | 4  | 1               |
| 2     | França      | 1               |                  |                   | 1  | 4               |
| 2     | Uzbequistão | 1               |                  |                   | 1  | 4               |
| 4     | China       |                 | 1                | 1                 | 2  | 2               |
| 4     | Japão       |                 | 1                | 1                 | 2  | 2               |
| 6     | Canadá      |                 |                  | 1                 | 1  | 4               |
| 6     | Lituânia    |                 |                  | 1                 | 1  | 4               |
| TOTAL | TOTAL       | 4               | 4                | 4                 | 12 | —               |